# Zdunki
Zdunki [ˈzdunki] (deutsch Sdunken, 1938 bis 1945 Ulrichsfelde) ist ein Dorf in der polnischen Woiwodschaft Ermland-Masuren und gehört zur Gmina Ełk (Landgemeinde Lyck) im Powiat Ełcki (Kreis Lyck).

## Geographische Lage
Zdunki liegt im südlichen Osten der Woiwodschaft Ermland-Masuren, neun Kilometer südlich der Kreisstadt Ełk (Lyck).

## Geschichte
Im Jahre 1465 wurde das kleine, nach 1785 Sdunken, nach 1818 Zdunken und bis 1938 Sdunken genannte Dorf gegründet. Zwischen 1874 und 1945 war es in den Amtsbezirk Ostrokollen (polnisch Ostrykół) eingegliedert, der – 1938 in „Amtsbezirk Scharfenrade“ umbenannt – zum Kreis Lyck im Regierungsbezirk Gumbinnen (ab 1905: Regierungsbezirk Allenstein) in der preußischen Provinz Ostpreußen gehörte.
165 Einwohner waren 1910 in Sdunken registriert. Ihre Zahl verringerte sich bis 1933 auf 163 und belief sich 1939 auf 155. Aufgrund der Bestimmungen des Versailler Vertrags stimmte die Bevölkerung im Abstimmungsgebiet Allenstein, zu dem Sdunken gehörte, am 11. Juli 1920 über die weitere staatliche Zugehörigkeit zu Ostpreußen (und damit zu Deutschland) oder den Anschluss an Polen ab. In Sdunken stimmten 100 Einwohner für den Verbleib bei Ostpreußen, auf Polen entfielen keine Stimmen.
Am 3. Juni (amtlich bestätigt am 16. Juli) des Jahres 1938 wurde Sdunken aus politisch-ideologischen Gründen der Abwehr fremdländisch klingender Ortsnamen in „Ulrichsfelde (Ostpr.)“ umbenannt.
In Kriegsfolge wurde das Dorf 1945 mit dem gesamten südlichen Ostpreußen an Polen überstellt und erhielt die polnische Namensform „Zdunki“. Es ist heute in das Schulzenamt (polnisch Sołectwo) Bobry (Bobern) einbezogen und ist somit eine Ortschaft der Gmina Ełk (Landgemeinde Lyck) im Powiat Ełcki (Kreis Lyck), bis 1998 der Woiwodschaft Suwałki, seither der Woiwodschaft Ermland-Masuren zugehörig.

## Kirche
Bis 1945 war Sdunken resp. Ulrichsfelde in die evangelische Kirche Ostrokollen (1938 bis 1945 Scharfenrade, polnisch Ostrykół) in der Kirchenprovinz Ostpreußen der Kirche der Altpreußischen Union und in die römisch-katholische Kirche St. Adalbert in Lyck im Bistum Ermland eingepfarrt.
Heute gehört Zdunki zur Pfarrei Nowa Wieś Ełcka (deutsch Neuendorf) mit der Filialkirche in Bobry (Bobern) im Bistum Ełk der Römisch-katholischen Kirche in Polen. Die evangelischen Kirchenglieder halten sich zur Kirchengemeinde in Ełk, einer Filialgemeinde der Pfarrei in Pisz (deutsch Johannisburg) in der Diözese Masuren der Evangelisch-Augsburgischen Kirche in Polen.

## Verkehr
Zdunki liegt an der verkehrstechnisch bedeutenden polnischen Landesstraße 65 (hier im Abschnitt der einstigen deutschen Reichsstraße 132), die von der polnisch-russischen Staatsgrenze bis zur polnisch-belarussischen Grenze führt und die beiden Woiwodschaften Ermland-Masuren und Podlachien miteinander verbindet. Außerdem endet eine Nebenstraße von Bobry (Gemeinde Prostki) über Bobry (Gemeinde Ełk) in Zdunki. Eine Bahnanbindung besteht nicht.